# Мокруша (Княгининський район)
Мокруша (рос. Мокруша) — присілок в Княгининському районі Нижньогородської області Російської Федерації.
Населення становить 6 осіб. Входить до складу муніципального утворення Возрожденська сільрада.

## Історія
Від 2009 року входить до складу муніципального утворення Возрожденська сільрада.

## Населення
| 2002 | 2010 |
| ---- | ---- |
| 18   | ↘6   |